# Pacific Fleet (Tranvía de San Diego)
Pacific Fleet es una estación del Trolley de San Diego localizada en San Diego, California funciona con la línea Azul. La estación norte de la que procede a esta estación es Harborside y la estación siguiente sur es la Calle 8.

## Zona
La estación se encuentra localizada entre la Calle 32 y E Harbor Dr muy cerca muchas estaciones navales de la Armada de los Estados Unidos. 

## Conexiones
Esta estación no tiene ninguna conexión con autobuses del Sistema Metropolitano de Tránsito de San Diego. 